# Jakost zvoka
Jákost zvóka je fizikalna količina, določena kot gostota energijskega toka zvočnega valovanja. Mednarodni sistem enot predpisuje za jakost zvoka izpeljano enoto W/m². Ker se sluhovod akustično obnaša kot na eni strani odprta piščal, lahko pričakujemo, da je uho bolj občutljivo za tiste zvočne frekvence, pri katerih pride v sluhovodu do resonance.